# アンナ・クリスティーネ・ルイーゼ・フォン・プファルツ＝ズルツバッハ
アンナ・クリスティーネ・ルイーゼ・フォン・プファルツ＝ズルツバッハ（Anna Christine Luise von Pfalz-Sulzbach, 1704年2月5日 - 1723年3月12日）は、ドイツのプファルツ＝ズルツバッハ家の公女で、サルデーニャ王カルロ・エマヌエーレ3世の最初の妻。夫の即位以前に死去し、王妃にはならなかった。イタリア語名はアンナ・クリスティーナ・ルイーザ・デル・パラティナート＝スルズバック（Anna Cristina Luisa del Palatinato-Sulzbach）。

## 生涯
プファルツ＝ズルツバッハ公テオドール・オイスタッハとその妻でヘッセン＝ローテンブルク方伯ヴィルヘルム1世の娘であるエレオノーレの間の末娘として生まれた。1722年3月15日にヴェルチェッリにおいて、サルデーニャ王ヴィットーリオ・アメデーオ2世の次男で世継ぎ息子のピエモンテ公カルロ・エマヌエーレと結婚した。翌1723年3月に長男のヴィットーリオ・アメデーオ（1723年 - 1725年）を出産したが、産後の肥立ちが悪くわずか19歳で急死した。
遺骸はトリノ大聖堂に安置されたのち、スペルガ聖堂に移された。一人息子のヴィットーリオ・アメデーオも2歳で亡くなっている。カルロ・エマヌエーレ3世は1724年、アンナの母方の従妹にあたるヘッセン＝ローテンブルク侯女ポリクセナと再婚した。